# 블로 몰딩

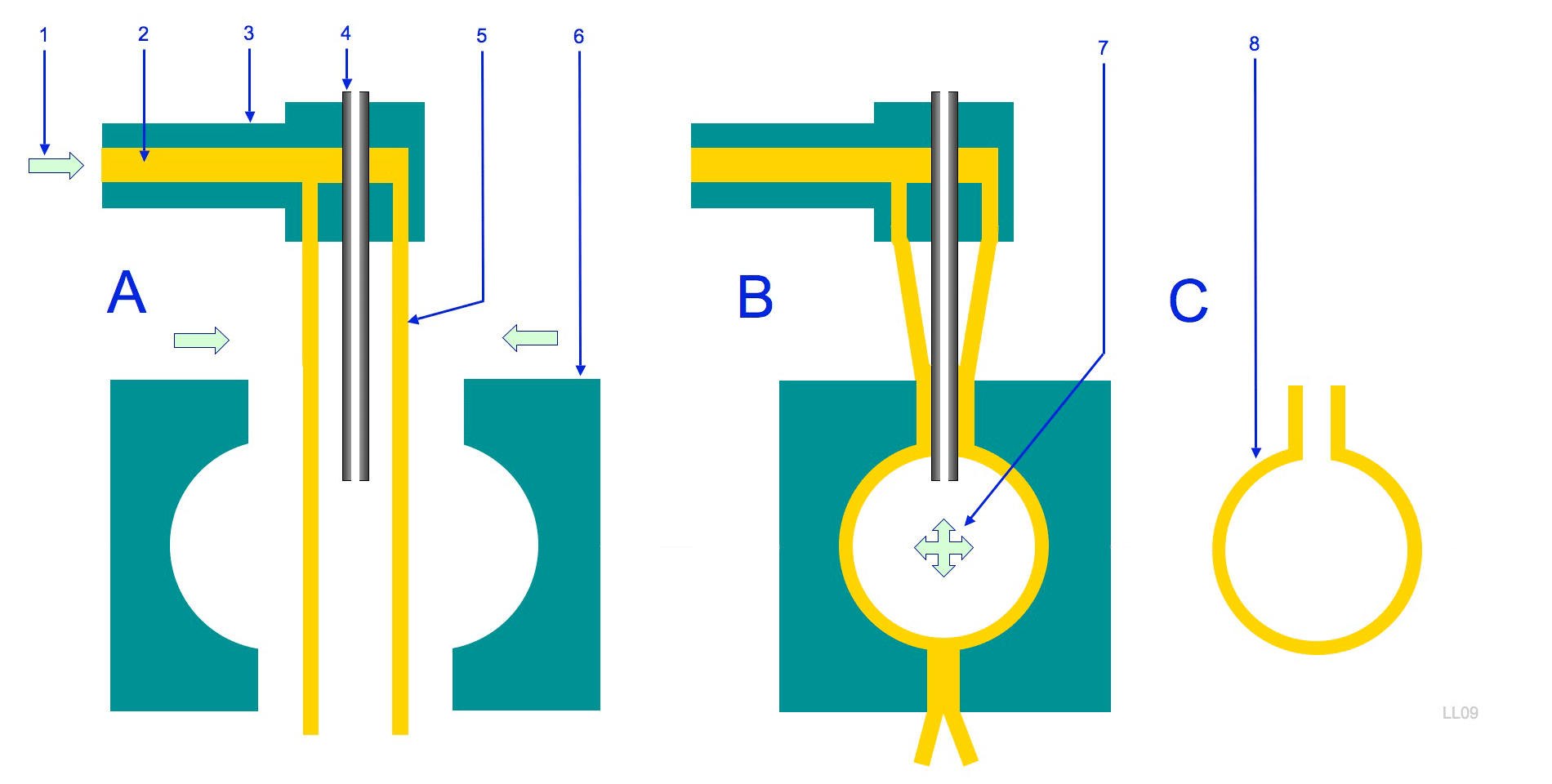
블로 몰딩 공정

블로 몰딩(blow molding)은 속이 빈 플라스틱 부품을 성형하는 제조 공정이다. 유리병이나 기타 속이 빈 모양을 만드는 데에도 사용된다.
일반적으로 블로우 성형에는 압출 블로우 성형, 사출 블로우 성형, 사출 연신 블로우 성형의 세 가지 주요 유형이 있다.
블로우 성형 공정은 프리폼이나 패리슨을 가열하여 플라스틱을 연화시키는 것으로 시작된다. 패리슨은 한쪽 끝에 압축 공기가 들어갈 수 있는 구멍이 있는 튜브 모양의 플라스틱 조각이다.
그런 다음 플라스틱 가공물을 금형에 고정하고 금형에 공기를 불어 넣는다. 공기압은 금형에 맞는 플라스틱을 팽창시킨다. 플라스틱이 냉각되고 경화되면 금형이 열리고 부품이 배출된다. 금형 내의 물 채널은 냉각을 돕는다.

## 같이 보기
- 용범
- 액압성형